# Kiembara
Kiembara est une commune située dans le département de Kiembara, dont elle est le chef-lieu, de la province du Sourou au Burkina Faso.

## Géographie
Kiembara se trouve sur la route nationale 10 non bitumée à mi-chemin entre Tougan, 45 km au sud, et Ouahigouya, 50 km au nord.

## Éducation et santé
La commune accueille un centre médical.